# Front Nacional Progressista
El Front Nacional Progressista (en àrab: الجبهة الوطنية التقدمية, al-Jabha al-Waṭaniyyah al-Taqaddumiyyah, FNP) era una coalició pro-governamental de partits d'esquerres i progressistes que acceptava el lideratge a la societat siriana del Partit Baas Àrab Socialista de Síria.
El Front va ser establert el 1972 pel govern del president sirià Hafez al-Assad. Fins al 2011, només les organitzacions que participaven en el Front estaven autoritzades a operar a Síria. El Decret legislatiu sobre la llei de partits de 2011, la Llei d'eleccions generals i la nova constitució siriana de 2012 van introduir el sistema multipartidista a Síria.

## Constituent parties
El Front estava compost al 2024, abans de la caiguda del règim de Baixar al-Àssad, pels següents partits:
|                           | Partit Baas Àrab Socialista            | Bashar al-Assad      | Baasisme Panarabisme         | 167 / 250 | Coalició      |
|                           | Partit Social Nacionalista Sirià       | Fares al-Saad        | Nacionalisme Secularisme     | 3 / 250   | Coalició      |
|                           | Unió Socialista Àrab de Síria          | Baria al-Qudsi       | Nasserisme Nacionalisme àrab | 2 / 250   | Suport extern |
|                           | Partit Comunista Sirià (Bakdash)       | Ammar Bakdash        | Comunisme                    | 2 / 250   | Suport extern |
|                           | Partit Socialista Unionista            | Shaaban Shaheen      | Nasserisme Socialisme àrab   | 2 / 250   | Coalició      |
|                           | Partit Comunista Sirià (Unificat)      | Hanin Nimir          | Comunisme                    | 2 / 250   | Coalició      |
|                           | Partit del Pacte Nacional              | Ghassan Othman       | Socialisme àrab Panarabisme  | 2 / 250   | Suport extern |
|                           | Partit de la Unió Àrab Democràtica     | Iyad Ghassan Osman   | Nasserisme Nacionalisme àrab | 2 / 250   | Suport extern |
|                           | Partit Unionista Socialista Democràtic | Fadlallah Nasreddine | Nasserisme Socialisme àrab   | 1 / 250   | Suport extern |
|                           | Moviment Socialista Àrab               | Omar Adnan al-Alawi  | Baasisme Socialisme àrab     | 0 / 250   | Suport extern |
|                           | Unionistes Socialdemòcrates            |                      | Socialdemocràcia             | 0 / 250   | Suport extern |
| Organitzacions associades |                                        |                      |                              |           |               |
|                           | Federació General de Sindicats         | Yassin Tulaimat      | Sindicalisme                 | 0 / 250   | Suport extern |
|                           | Unió General de Camperols              | Ahmed Saleh Ibrahim  | Sindicalisme Agrarisme       | 0 / 250   | Suport extern |
|                           | Unió de la Joventut Revolucionària     | Maan Abboud          | Baasisme                     | 0 / 250   | Suport extern |

## Resultats electorals

### Consell del Poble
| Any  | Escons    | +/– | Pos. |
| ---- | --------- | --- | ---- |
| 1973 | 186 / 186 | Nou | 1r   |
| 1977 | 195 / 195 | 9   | = 1r |
| 1981 | 195 / 195 | =   | = 1r |
| 1986 | 195 / 195 | =   | = 1r |
| 1990 | 250 / 250 | 55  | = 1r |
| 1994 | 250 / 250 | =   | = 1r |
| 1998 | 250 / 250 | =   | = 1r |
| 2003 | 250 / 250 | =   | = 1r |
| 2007 | 250 / 250 | =   | = 1r |
| 2012 | 168 / 250 | 82  | = 1r |
| 2016 | 200 / 250 | 32  | = 1r |
| 2020 | 183 / 250 | 17  | = 1r |
| 2024 | 185 / 250 | 2   | = 1r |